# ПТР Блюма
ПТР Блюма — противотанковое ружьё калибра 14.5 мм под патрон 14.5х147 с переобжатой гильзой от выстрела авиационной пушки калибра 23-мм, созданное в 1943 году под руководством конструктора М. Н. Блюма как замена менее мощных ПТРД и ПТРС, но не принятое на вооружение.  
В 1936 году конструктор М. Н. Блюм с участием С. В. Владимирова разрабатывали два варианта 20-мм «ротного противотанкового ружья ИНЗ-10» — на сошках и на колесном лафете. В начале 1937 года ТОЗ передал на полигонные испытания 20-мм самозарядное противотанковое ружье (пушку) ЦКБ СВ-51 С. А. Коровина — на треноге и с оптическим прицелом, массой 47,2 кг. В том же году все конструкторские бюро получают указание «свыше» разработать противотанковые ружья под новый проектируемый «сверхмощный» патрон калибра 12,7 мм. Однако этот патрон так и не был создан, в связи с чем Артиллерийский комитет АУ РККА рекомендовал вести проектирование ружья под разработанный научно-исследовательским институтом стрелкового вооружения патрон калибра 14,5 мм. Но поскольку не имелось достаточно жестких спецификаций на новое оружие, то ни одно из этих ПТР не удовлетворяло требованиям армии.

Из Записки Военного совета бронетанковых и механизированных войск Красной Армии о результатах испытаний немецкого танка T-VI: 4 мая 1943 г.
Опытное противотанковое ружье системы Блюма пробивает 62 мм* броню танка T-VI с дистанции 100 м при начальной скорости пули 1500 м/с.
Обязать Наркомат вооружения совместно с ГАУ КА в кратчайший срок закончить испытания опытного образца противотанкового ружья Блюма с целью принятия решения о введении ружья Блюма на вооружение Красной Армии.
Оригинальный текст (рус.)Записка Военного совета бронетанковых и механизированных войск Красной Армии о результатах испытаний немецкого танка T-VI:

4 мая 1943 г. Совершенно секретно
НАРОДНОМУ КОМИССАРУ ОБОРОНЫ МАРШАЛУ СОВЕТСКОГО СОЮЗА Товарищу Сталину
Докладываю: о результатах испытаний обстрелом немецкого тяжелого танка T-VI.
В период с 24 по 30 апреля с/г. на научно-испытательном бронетанковом полигоне ГБТУ КА* были проведены испытания обстрелом немецкого танка T-VI из артиллерийских систем, имеющихся на вооружении Красной Армии, а также была проведена стрельба из 88 мм пушки танка T-VI по броневым корпусам танков Т-34 и КВ-1.
Результаты обстрела танка T-VI
Бортовая, кормовая и башенная броня танка толщиной 82 мм пробивается (при встрече снаряда с броней под прямым углом):
1. Подкалиберными снарядами 45 мм противотанковой пушки образца 1942 г. с дистанции 350 метров.
2. Подкалиберными снарядами 45 мм танковой пушки образца 1937 г. с дистанции 200 метров.
3. Бронебойным сплошным снарядом 57 мм противотанковой пушки ЗИС-2 с дистанции 1000 метров.
4. Бронебойным снарядом 85 мм зенитной пушки с дистанции 1500 метров.
5. Бронебойным (сплошным) снарядом английской 57 мм танковой пушки с дистанции 600 метров.
6. Бронебойным (сплошным) снарядом противотанковой английской 57 мм пушки с дистанции 1000 метров.
7. Бронебойным (сплошным) снарядом 75 мм американской танковой пушки с дистанции 600 метров.
8. Лобовая броня танка T-VI толщиною 100 мм пробивается бронебойным снарядом 85 мм зенитной пушки с дистанции 1000 метров.
Обстрел 82 мм бортовой брони танка T-VI из 76 мм танковой пушки Ф-34 с дистанции 200 метров показал, что бронебойные снаряды этой пушки являются слабыми и при встрече с броней танка разрушаются, не пробивая брони.
Подкалиберные 76 мм снаряды также не пробивают 100 мм лобовой брони танка T-VI с дистанции 500 м. Находящиеся на вооружении Красной Армии противотанковые ружья не пробивают брони танка T-VI. Опытное противотанковое ружье системы Блюма пробивает 62 мм* броню танка T-VI с дистанции 100 м при начальной скорости пули 1500 м/ск.
Установленная на танке T-VI 88 мм танковая пушка пробивает бронебойным снарядом броню наших танков с дистанции:
1. Наиболее прочную часть корпуса танка Т-34—носовую балку (литая, толщина 140 мм), а также лобовую и башенную броню с 1500 метров.
2. Наиболее прочную лобовую часть корпуса танка КВ-1 толщиной 105 мм (75 мм основная броня+30 мм экран) с 1500 метров.
Для обеспечения танковых и механизированных соединений средствами борьбы с танками T-VI прошу Вас:
1. Обязать Наркомтанкопром (т. Зальцмана2) устанавливать на танках Т-34 пушки 57 мм калибра (ЗИС-4) из расчета 2—3 танка с пушкой 57 мм на каждые десять танков. Одновременно обязать Наркомат боеприпасов и ГАУ КА в кратчайший срок наладить производство 57 мм снарядов осколочно-фугасного действия.
2. Дать указание Наркомату боеприпасов и ГАУ КА срочно отработать:
а) бронебойный (сплошной) снаряд для танковой 76 мм пушки Ф-34, способный пробивать бортовую 82 мм броню танка T-VI с дистанции не менее 600 метров;
б) подкалиберный снаряд для танковой 76 мм пушки Ф-34, способный пробивать лобовую 100 мм броню танка T-VI с дистанции 500 метров.
3. Обязать Наркомтанкопром (т. Зальцмана) изготовить до 1-го июня 1943 г. на базе ходовой части танка Т-70 три образца самоходных установок СУ-57, вооруженных 57 мм пушкой.
Указанные образцы ГБТУ КА испытать в десятидневный срок и результаты доложить ГОКО не позднее 10 июня 1943 года.
4. Изготовить до 1-го июня с/г. на основе СУ-152 образец самоходной установки, вооруженной 122 мм пушкой образца 1931 г., и в дальнейшем выпускать такие самоходные установки наравне с СУ-152.
5. Дать задание тов. Грабину3 срочно изготовить для танка «ИС» образец мощной танковой пушки калибра 100 мм, способной пробивать броню 120—130 мм с дистанции 2000 метров.
6. Обязать Наркомат вооружения совместно с ГАУ КА в кратчайший срок закончить испытания опытного образца противотанкового ружья Блюма с целью принятия решения о введении ружья Блюма на вооружение Красной Армии.
7. Обязать Наркомтанкопром (т. Зальцмана) установить 85 мм пушку на танке «ИС» с тактико-техническими данными, изложенными в приложении.
Прошу Ваших решений.
Приложение: Проект тактико-технической характеристики танка «ИС» на 2 листах.
Зам. командующего Член Военного совета
бронетанковыми генерал-лейтенант и механизированными войсками
танковых войск
Красной Армии Бирюков 5 генерал-лейтенант танковых войск Коробков

Несмотря на то, что в заключении комиссии отмечался ряд достоинств ПТР Блюма, принятие его на вооружение не состоялось. Причиной являлось высокое давление в стволе, приводившее к его быстрому износу, и неэффективность ружья против танков с усиленным бронированием и противокумулятивными экранами.